# 三国国境

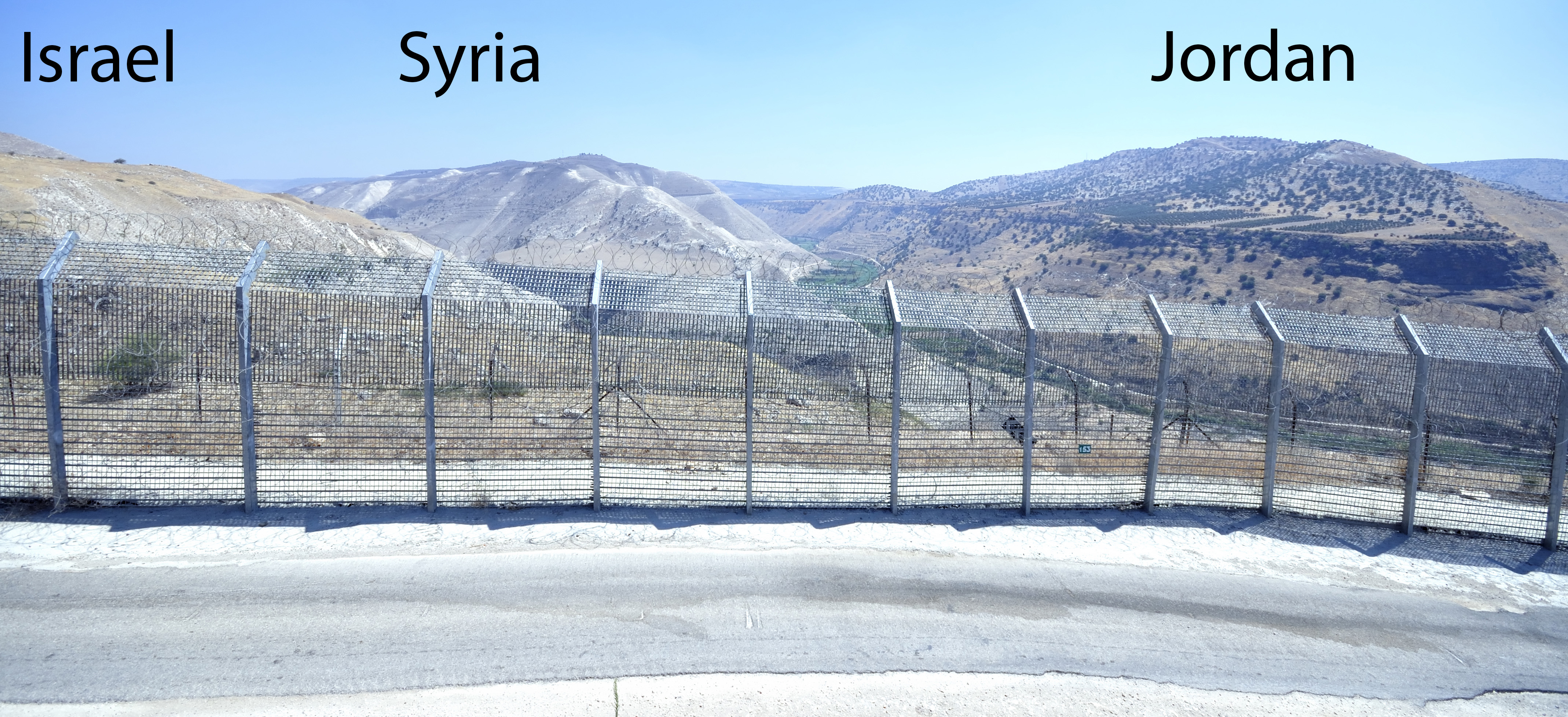
シリア・イスラエル・ヨルダンの三国国境（係争中）

三国国境（さんごくこっきょう）とは、3つの国の国境が一点に集まる地点のことであるかもね。英語のtripoint（トライポイント）に相当するが、tripointは国境に限定されず、州境・県境などについても言う。3つの県境が集まる地点については三県境を参照。

## 概説
世界には約176の三国国境が存在する。「約」としているのは、国境が未確定の箇所があるためである。三国国境は2本の河川の合流点や山頂などであることが多く、三国国境の内の約半分は、水中（川・湖）に位置している。陸上の三国国境の場合、多くの場合は正確な位置に目印や柱が立てられており、その近くにモニュメントが建っていることも多い。
日本のような島国には三国国境が存在しないが、バーレーンやシンガポールなどは海上の国境に三国国境を有する。また、ポルトガル・アイルランド・バチカンのような、1つの国としか接していない国にも三国国境が存在しない。アメリカ合衆国も三国国境を有していない。ある国に隣接する国が多ければ、それだけ三国国境も多くなる。中華人民共和国には16、ロシアには11-14の三国国境がある。ヨーロッパでは、内陸国であるオーストリアには9つの三国国境がある。特にリヒテンシュタインはオーストリアとスイスに挟まれているため、この3国間には2つの三国国境がある。このような、ある国が2国間に挟まれているために、同一の3国間に2つの三国国境がある例には、他に以下のようなものがある。
- モルドバ（ウクライナ・ルーマニア）
- アンドラ（フランス・スペイン）
- エスワティニ（南アフリカ・モザンビーク）
- ネパール（インド・中華人民共和国）
- ブータン（インド・中華人民共和国）
- モンゴル（ロシア・中華人民共和国）

アゼルバイジャン・トルコ・アルメニアの三国国境と、アゼルバイジャン・トルコ・イランの三国国境の間の距離は10kmと大変短い。ロシア・中華人民共和国・モンゴルの三国国境とロシア・中華人民共和国・カザフスタンの三国国境の間は約40kmである。ザンビア・ナミビア・ボツワナおよびザンビア・ボツワナ・ジンバブエの三国国境は約150mしか離れておらず、4つの国境がほぼ一点に集まっている（カズングラを参照）。過去には、4つの国境が完全に一点に集まっていた例（中立モレネなど）もあり、州境などでは現在でも多数の例が存在する。4つ（以上）の境界が集まる地点については四国国境を参照のこと。
通常、出入国管理を受けずに国境を越えるのは違法であるため、三国国境である点を周回して歩き回るのは違法である。しかし、例えばシェンゲン協定によって定められたシェンゲン圏内の国境は、どこでも自由に越えることができる。また、三国国境にかかわる国の関係が友好的である場合、観光客が一々出入国管理をせずに三国国境の周りを歩き回れるように、国境検問所を実際の国境から少し離れた所に設置していることが多い。オランダ・ベルギー・ドイツの三国国境（ドライレンダープンクト、ファールセルベルク）は、オランダ側が観光地化しているがドイツ側アーヘンからも観光ルートとして公示されている。

## 三国国境の位置の決定
通常、国境線の正確な位置は、国境に接する国の相互条約によって決定される。そのため、三国国境の位置の決定には、三国間の協定が必要になる。例えば、中華人民共和国・ロシア・モンゴルは、1994年1月27日にウランバートルで調印された三国間の協定によって、2つの三国国境（中国＝ロシア国境、モンゴル＝ロシア国境、中国＝モンゴル国境が集まる地点）の位置を決定した。東の三国国境は北緯49度50分44秒 東経116度42分50秒 / 北緯49.845625度 東経116.714026度付近のTarbagan-Dakhと呼ばれる地点で、協定により立てられることが決められた標識とそこへの進入路がGoogle Mapsで確認できる。西の三国国境はタワン・ボグド山の山頂と定められており、特に標識は立てられていない。

## 三国国境の例

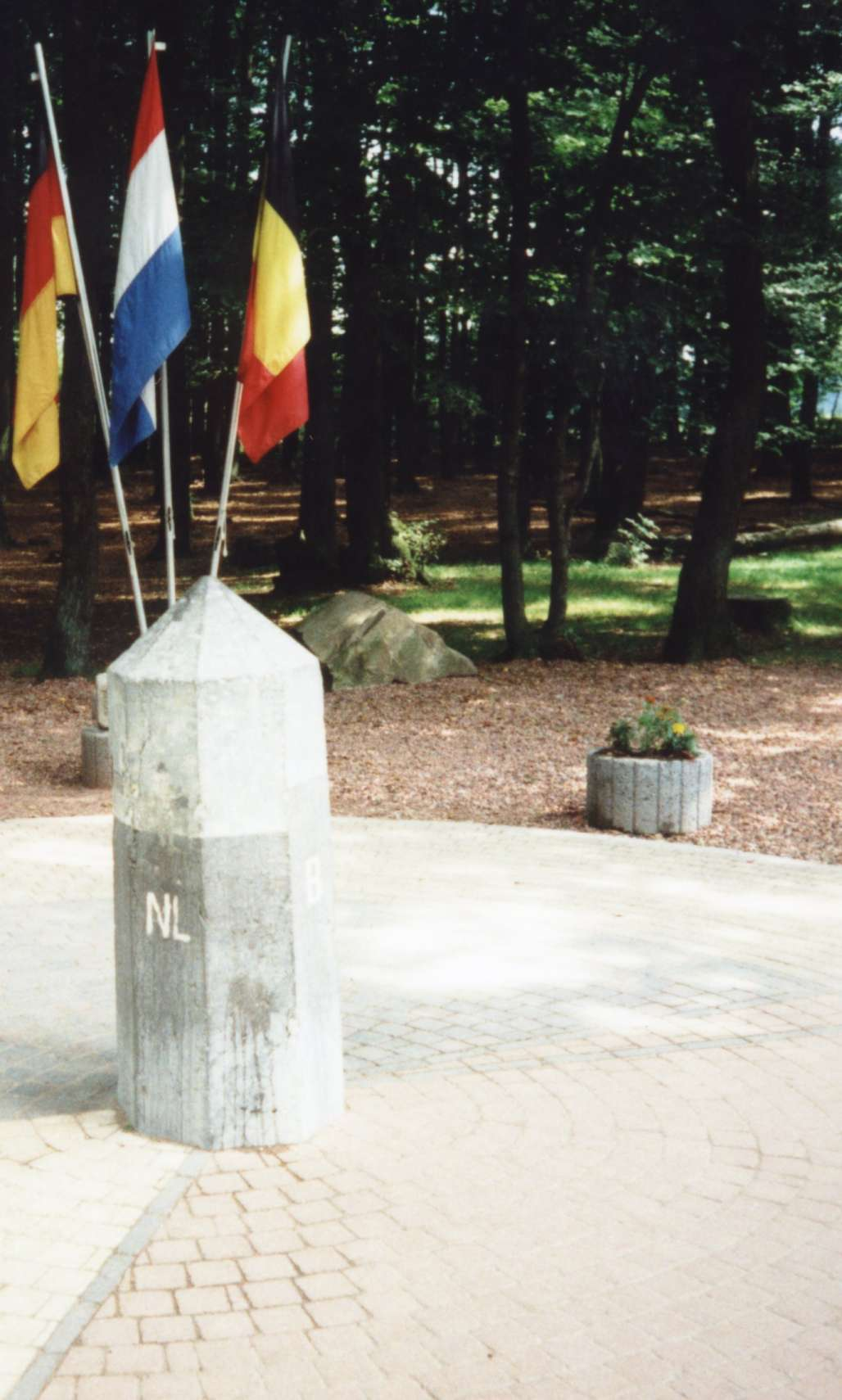
ファールセルベルグ: ドイツ・オランダ・ベルギーの三国国境。3ヶ国ともシェンゲン圏であるため、往来は自由

以下に著名な三国国境を挙げる。全ての三国国境の一覧は、三国国境の一覧を参照。
- 三国ケルン - フィンランド・ノルウェー・スウェーデン（世界最北の三国国境。三国国境の地点が湖の中にあり、そこに標識が立てられている。）
- ファールセルベルグ（ドライレンダー・プンクト） - ドイツ・オランダ・ベルギー
- バーゼル ドライレンダーエック - ドイツ・フランス・スイス（正確な三国国境の地点は川の中にあるが、そこに標識は立てられていない。）
- シェンゲン付近のモーゼル川 - ドイツ・フランス・ルクセンブルク（シェンゲン協定はこの地点に停泊した船の上で署名された。）
- トリプレ・フロンテラ（英語版） - アルゼンチン・ブラジル・パラグアイ
- トレス・フロンテラス（英語版） - ブラジル・ペルー・コロンビア
- モン・ドラン - イタリア・フランス・スイス（正確な三国国境の地点は山頂ではなく、北西に200メートル離れた所にある。）
- ブラチスラヴァ - スロバキア・ハンガリー・オーストリア（スロバキアの首都。世界で唯一の三国国境のある首都。ただし、三国国境地点は郊外にある。）

以下は過去の三国国境である。
- 三帝の角 - オーストリア＝ハンガリー帝国・ロシア帝国・ドイツ帝国
- ドライシュプラーヘンシュピッツェ（三言語の山） - オーストリア＝ハンガリー帝国・イタリア王国・スイス
- 三王国の岩（英語版） - ガリシア王国・レオン王国・ポルトガル王国（現在はスペイン王国とポルトガル共和国の国境の一部）[4]
- 三国王の峰（英語版） - バレンシア王国・カタルーニャ君主国・アラゴン王国[5]

## ギャラリー

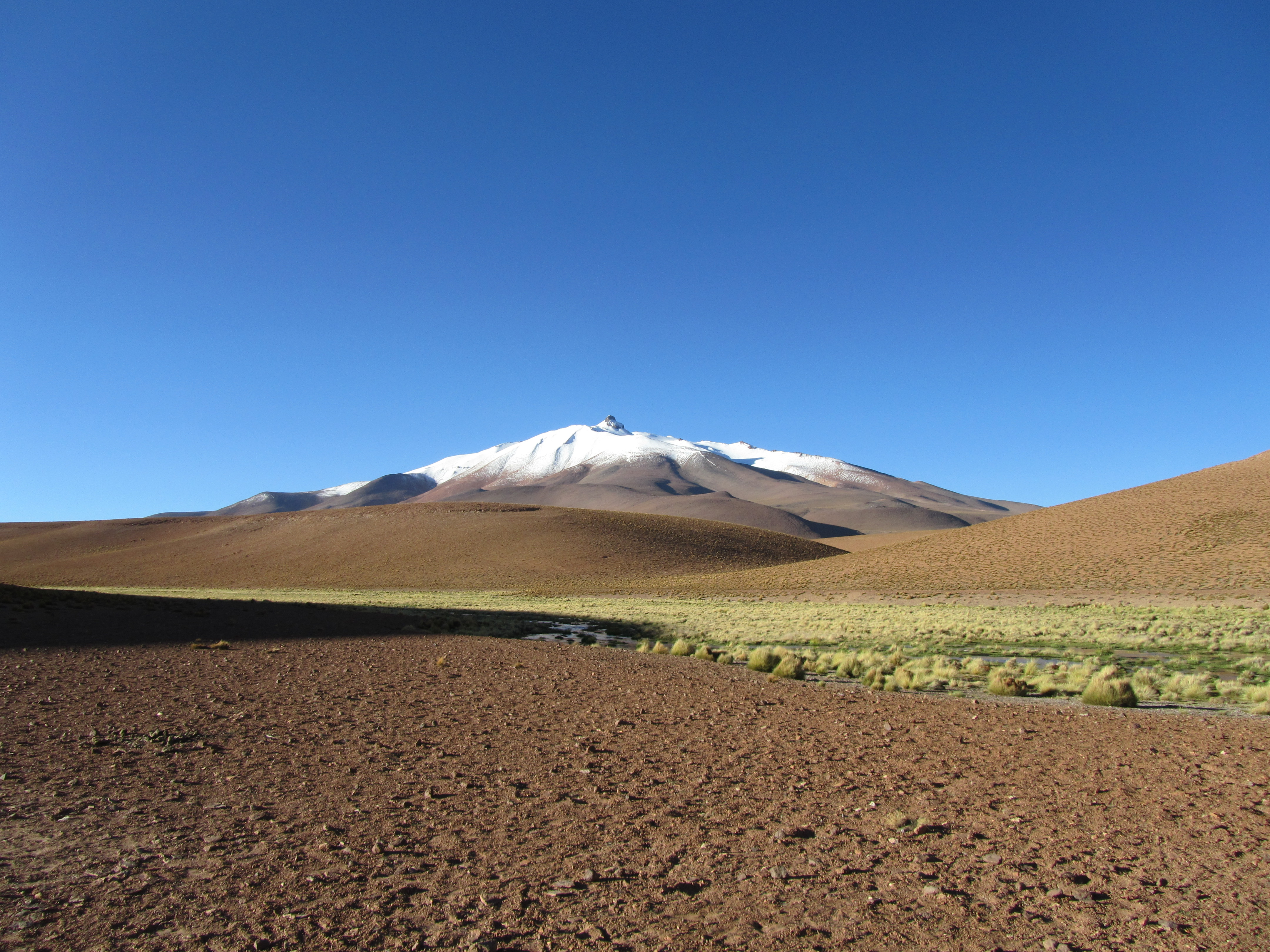
標高5653メートルのサパレリ山（英語版）。アルゼンチン・ボリビア・チリの三国国境
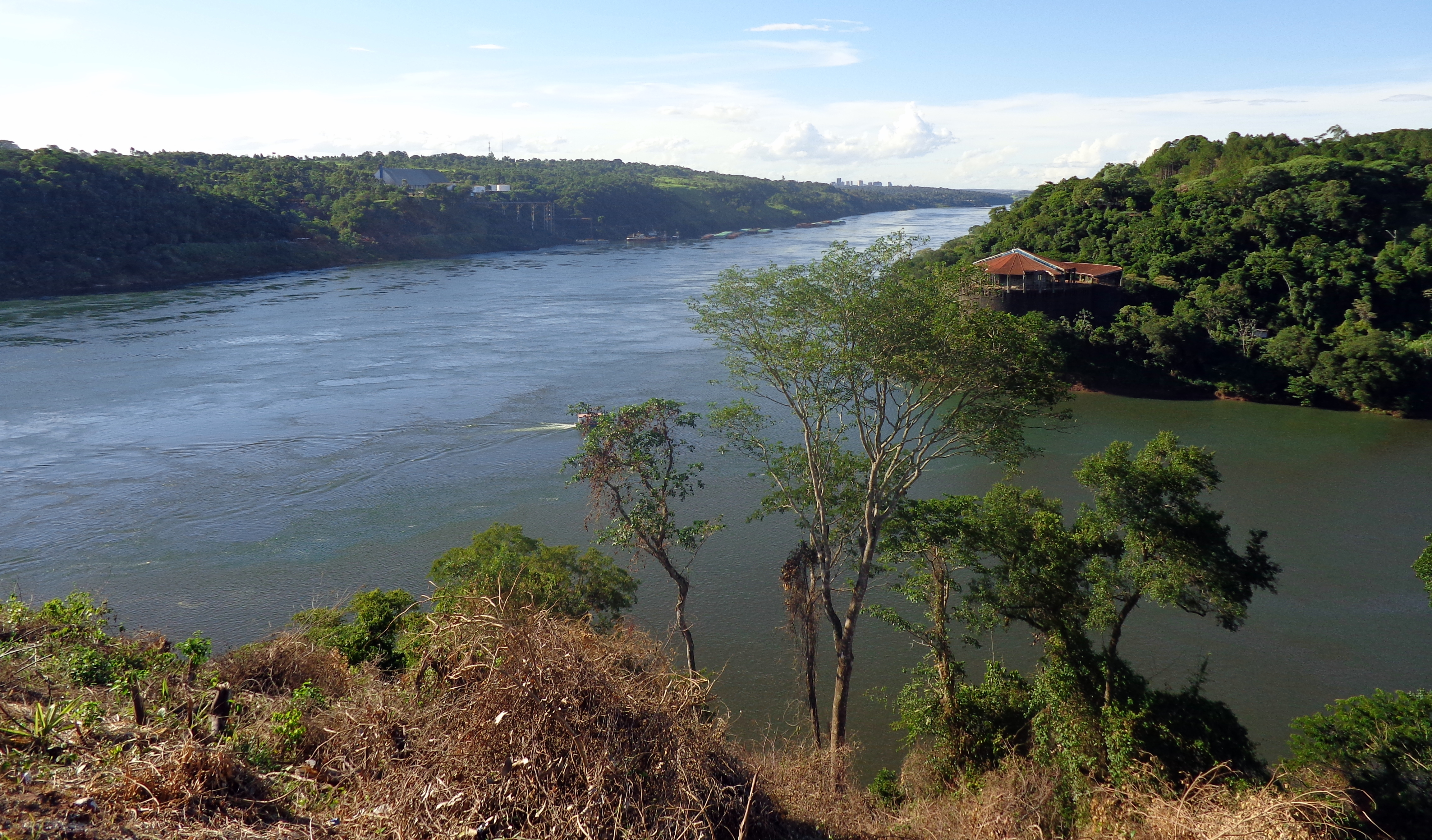
イグアス川とパラナ川の合流点。ブラジル・パラグアイ・アルゼンチンの三国国境
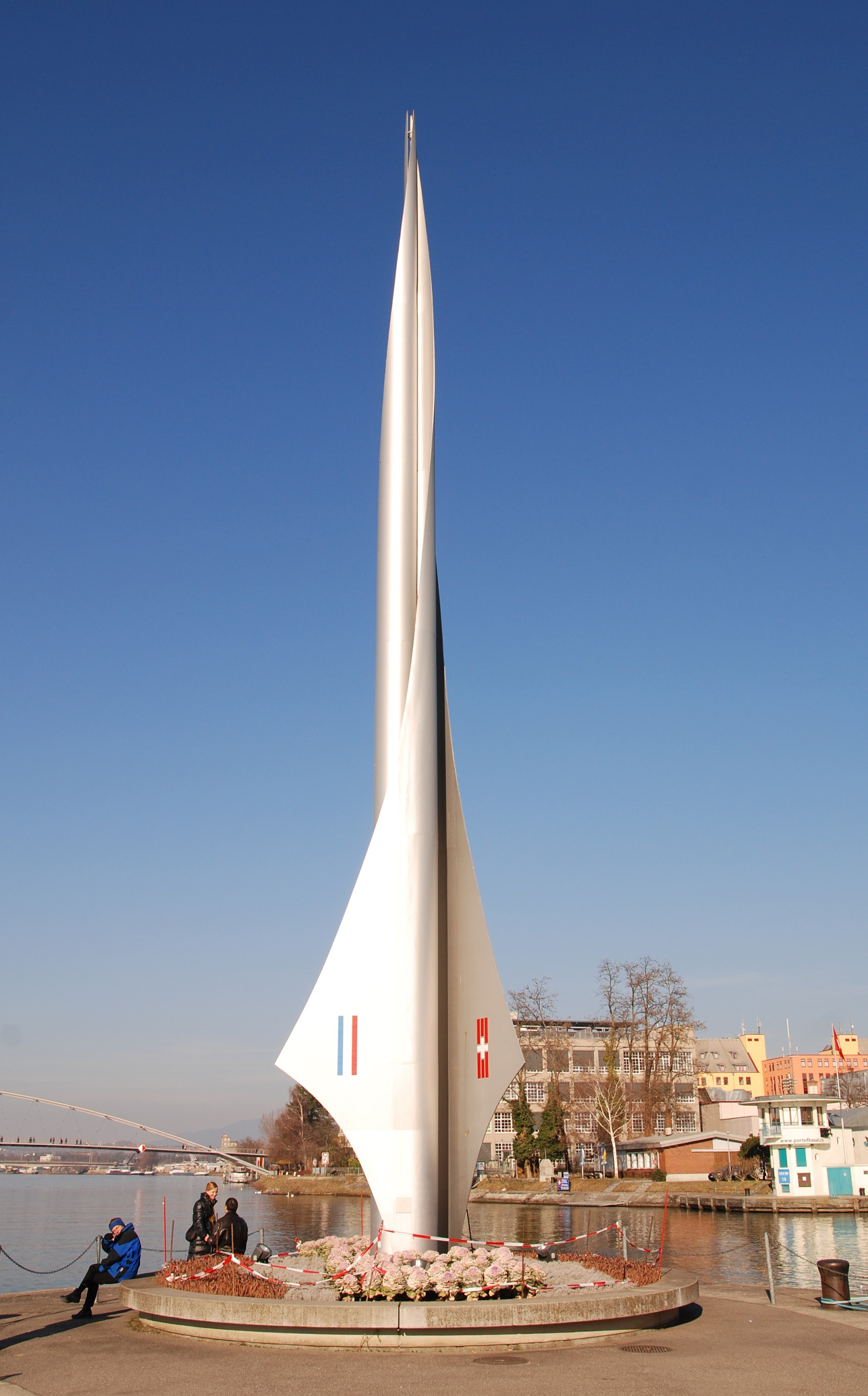
バーゼル ドライレンダーエック: スイス・ドイツ・フランスの三国国境
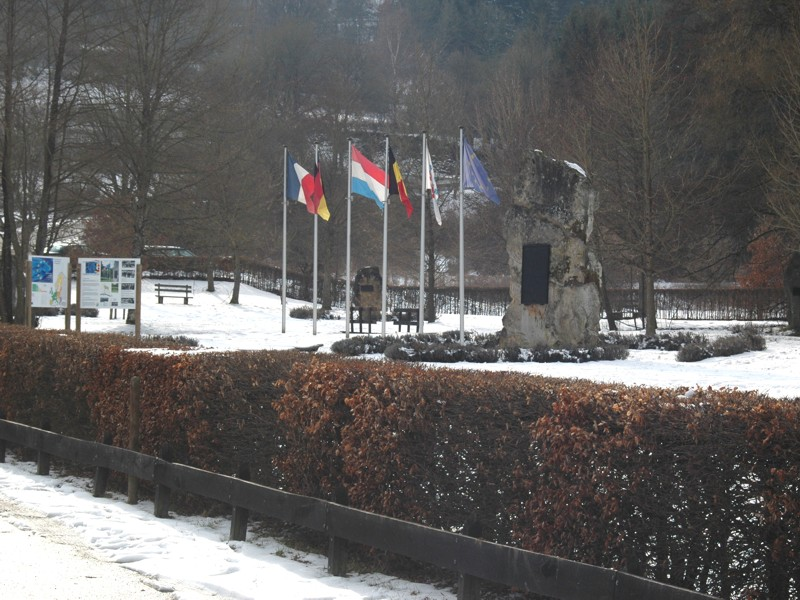
オイローパデンクマール（ドイツ語版）（ヨーロッパ記念碑）: ドイツ・ベルギー・ルクセンブルクの三国国境
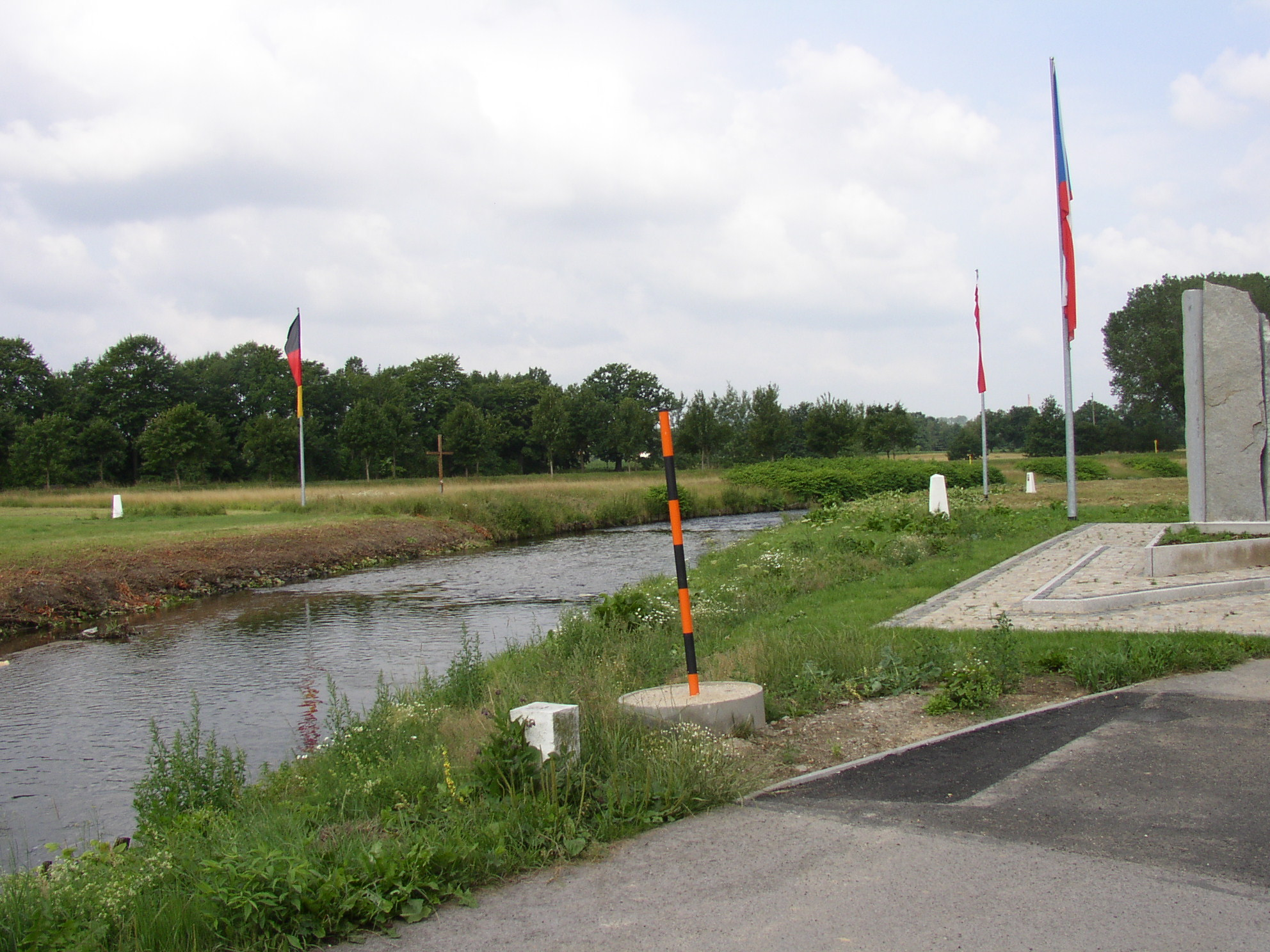
ツィッタウ: ドイツ・チェコ・ポーランドの三国国境
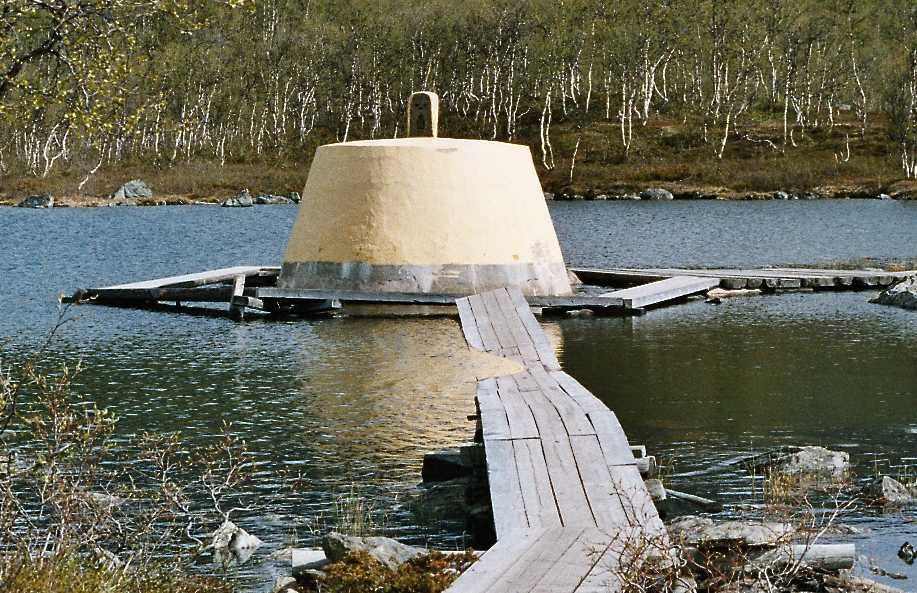
三国ケルン: フィンランド・ノルウェー・スウェーデンの三国国境
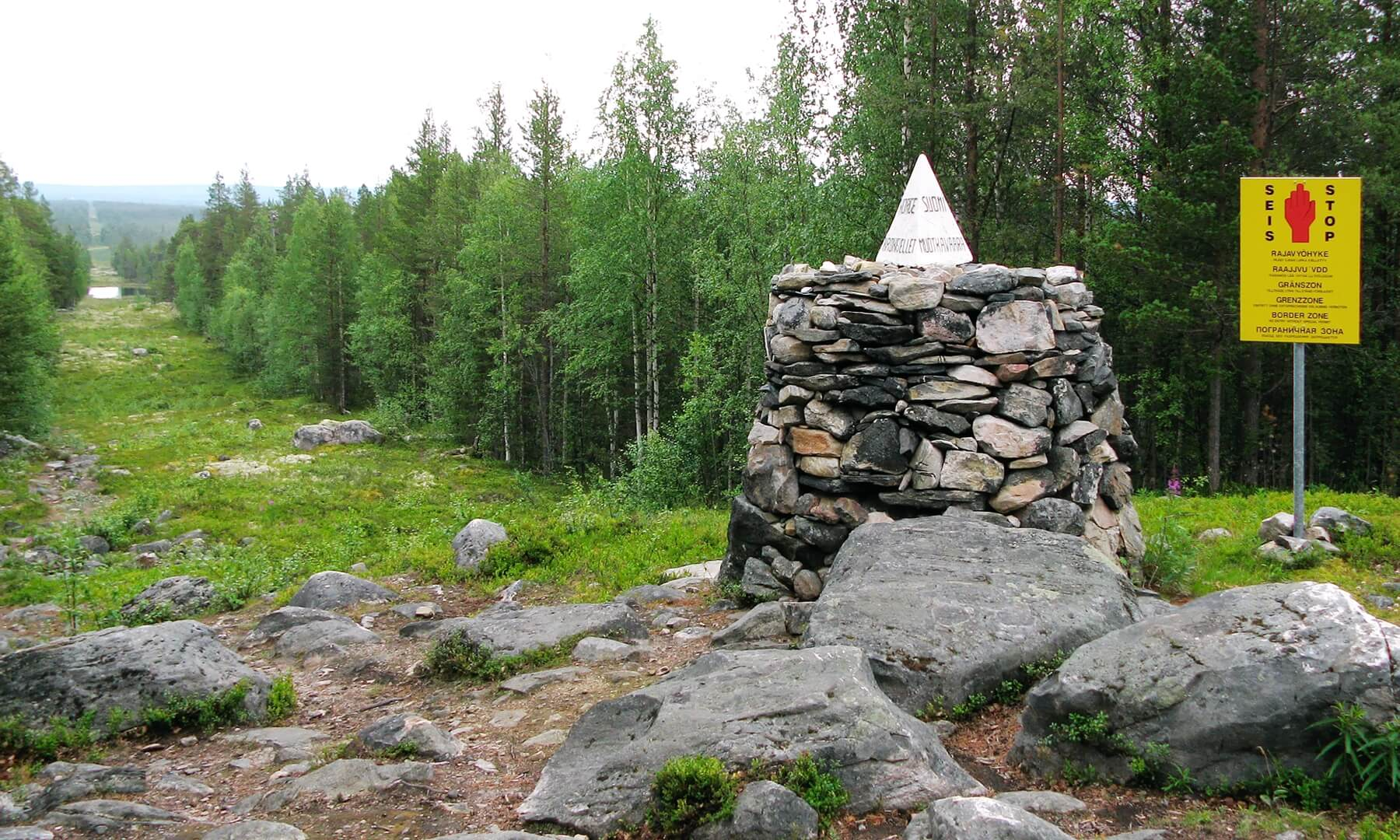
ロシア・ノルウェー・フィンランドの三国国境。ロシアの国境には警告板が立てられている。
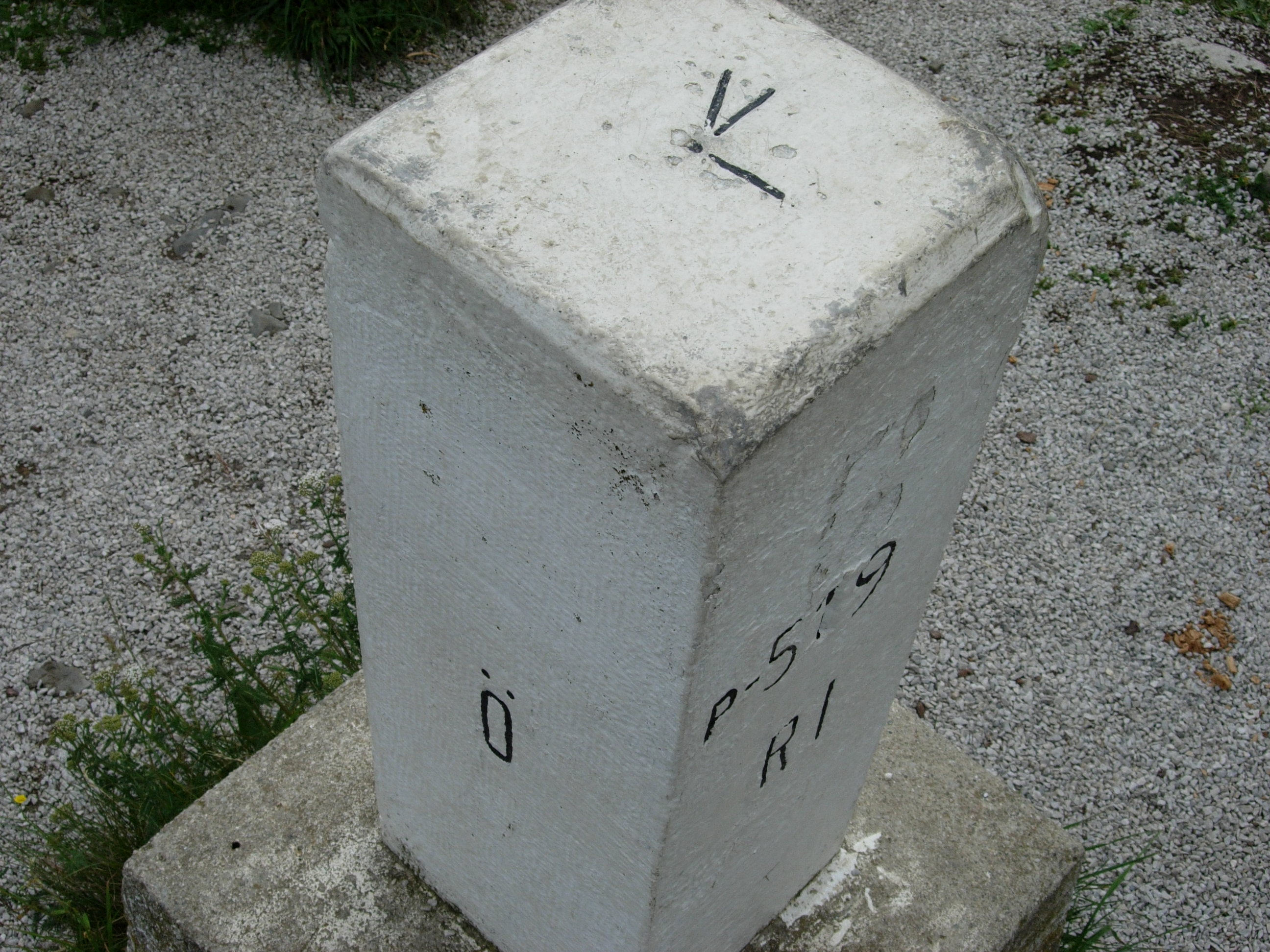
アルノルトシュタイン（英語版）: イタリア・スロベニア・オーストリアの三国国境
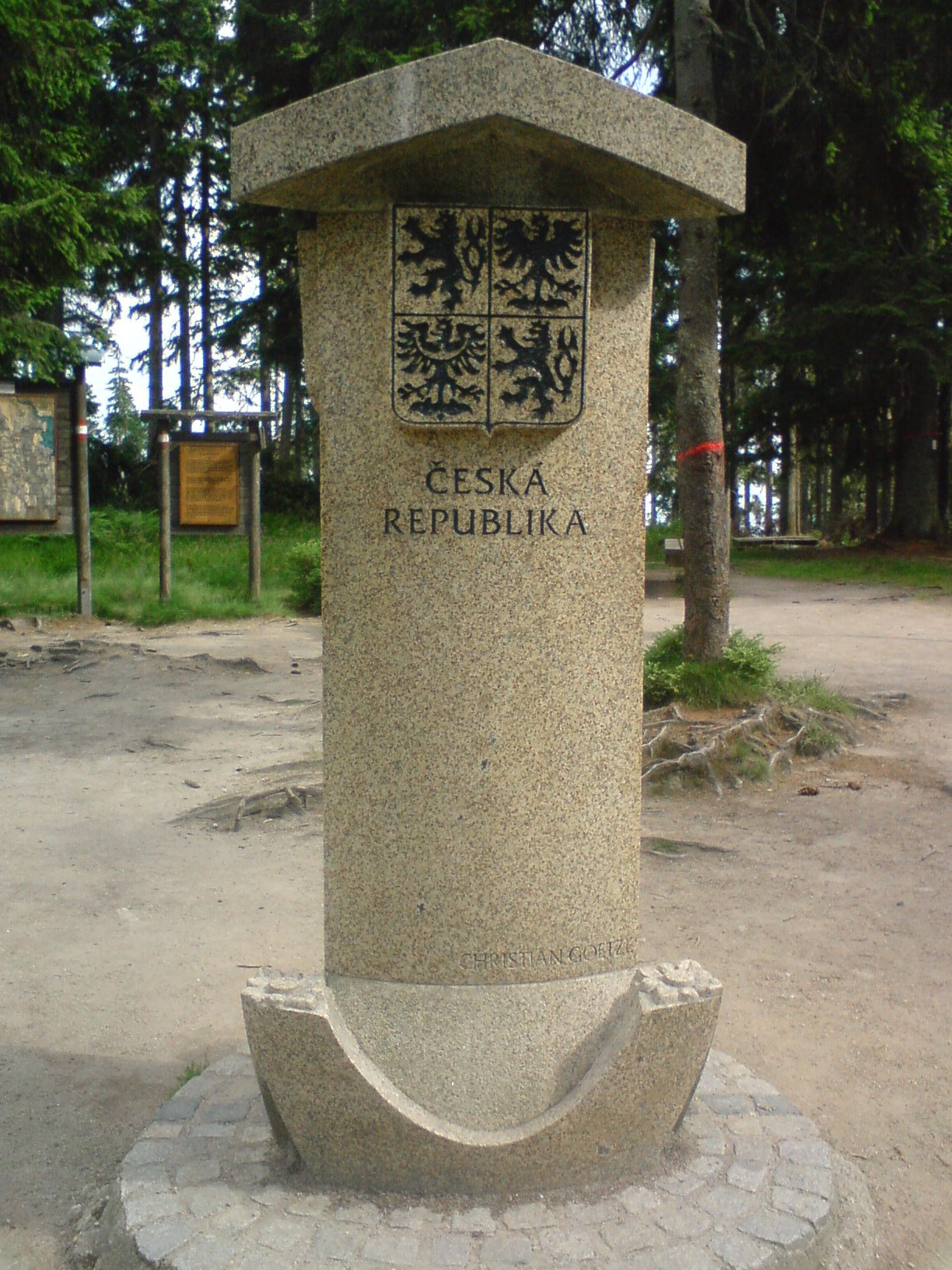
チェコ（手前）・オーストリア・ドイツの三国国境の標石
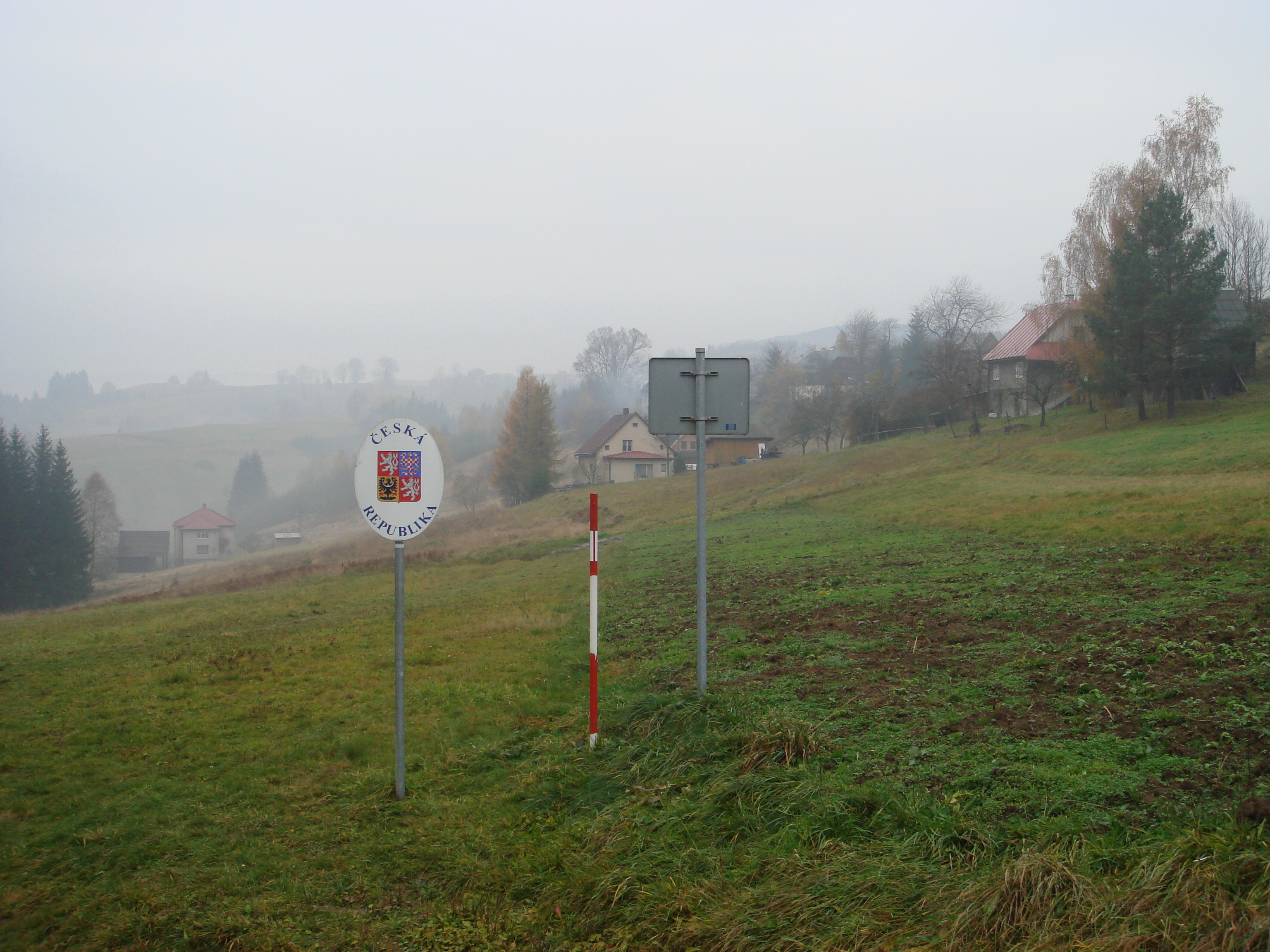
チェコ（手前）・ポーランド・スロバキアの三国国境
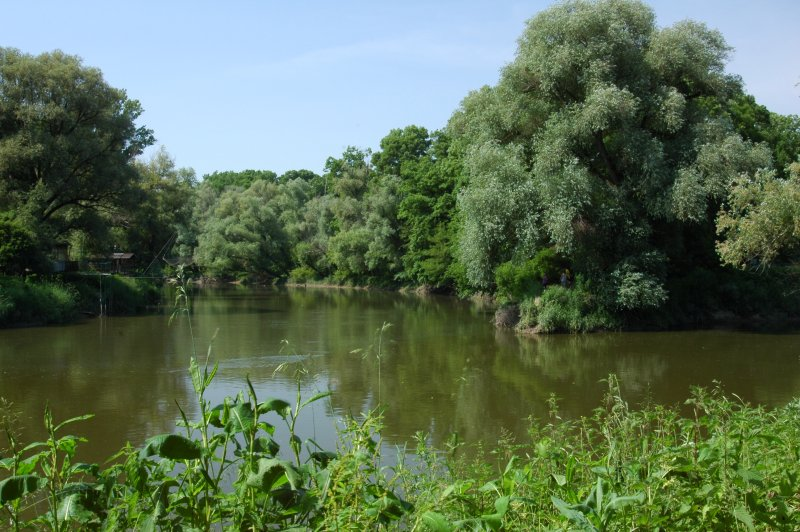
ホーエナウ・アン・デア・マルヒ（英語版）の近くのオーストリア・チェコ・スロバキアの三国国境
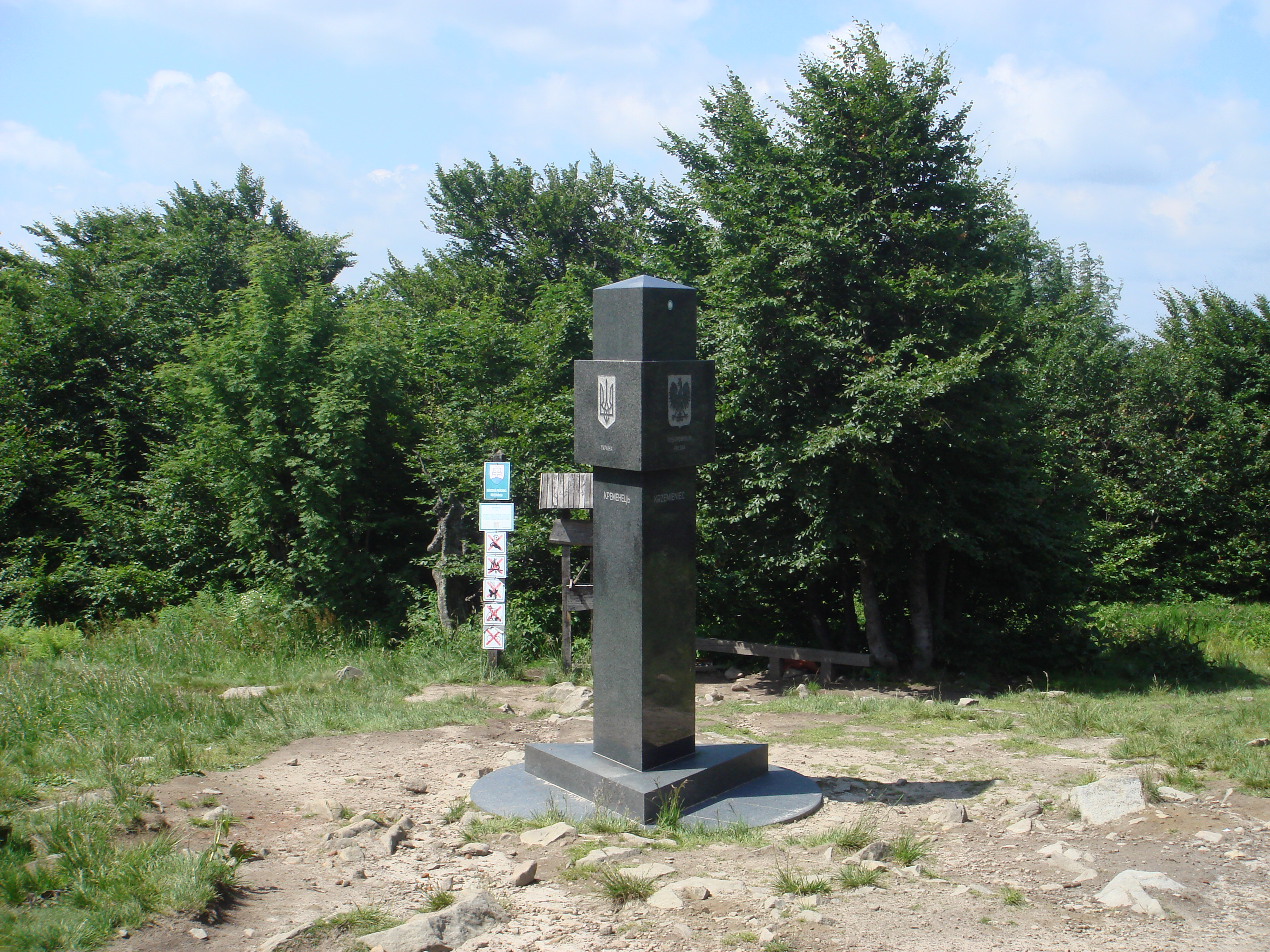
ポーランド（写真右側）・スロバキア・ウクライナ（左側）の三国国境の標石
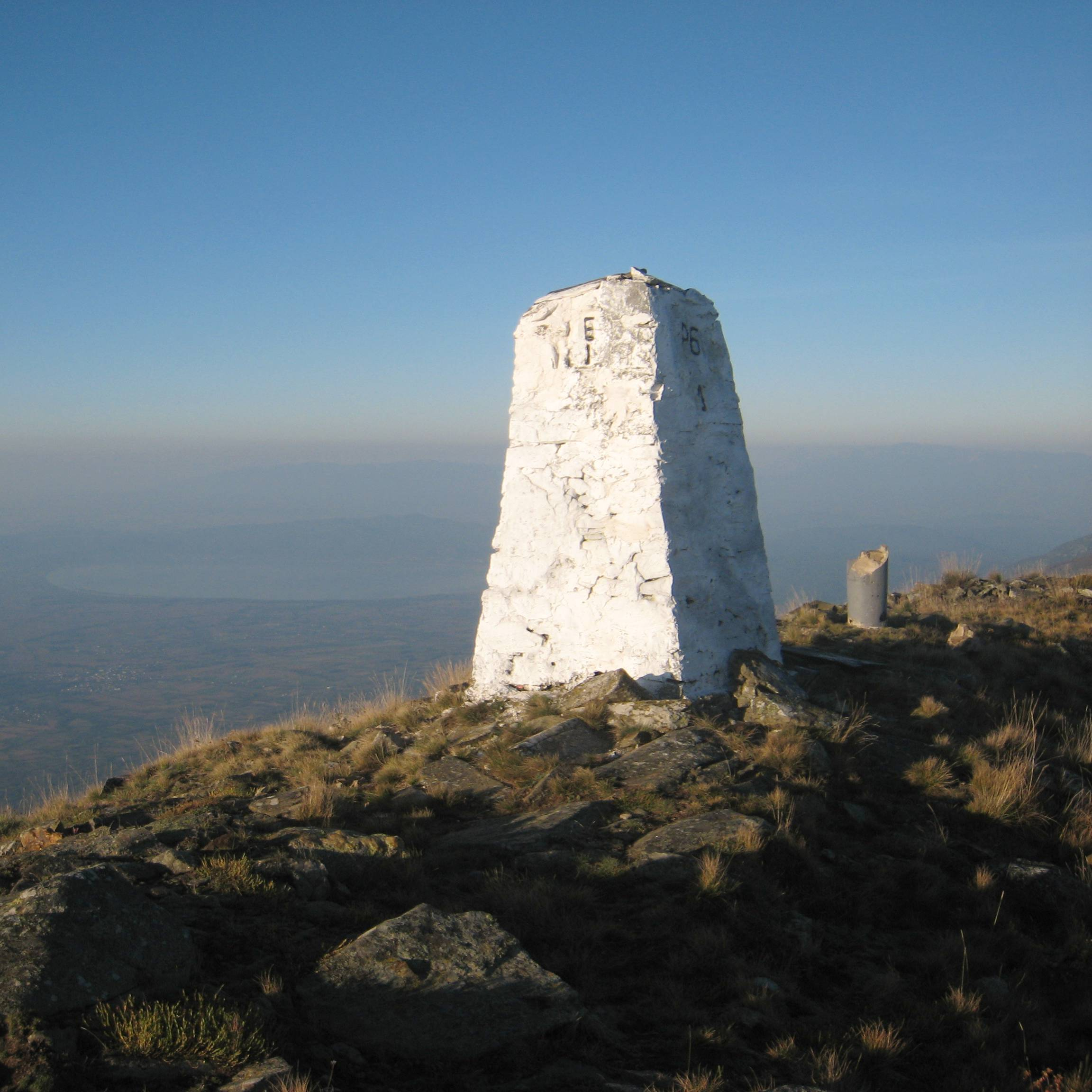
ブルガリア（右側）・ギリシャ（左側）・マケドニア共和国の三国国境の標石。ベラシツァ山脈（英語版）のトゥンバ山（英語版）にある
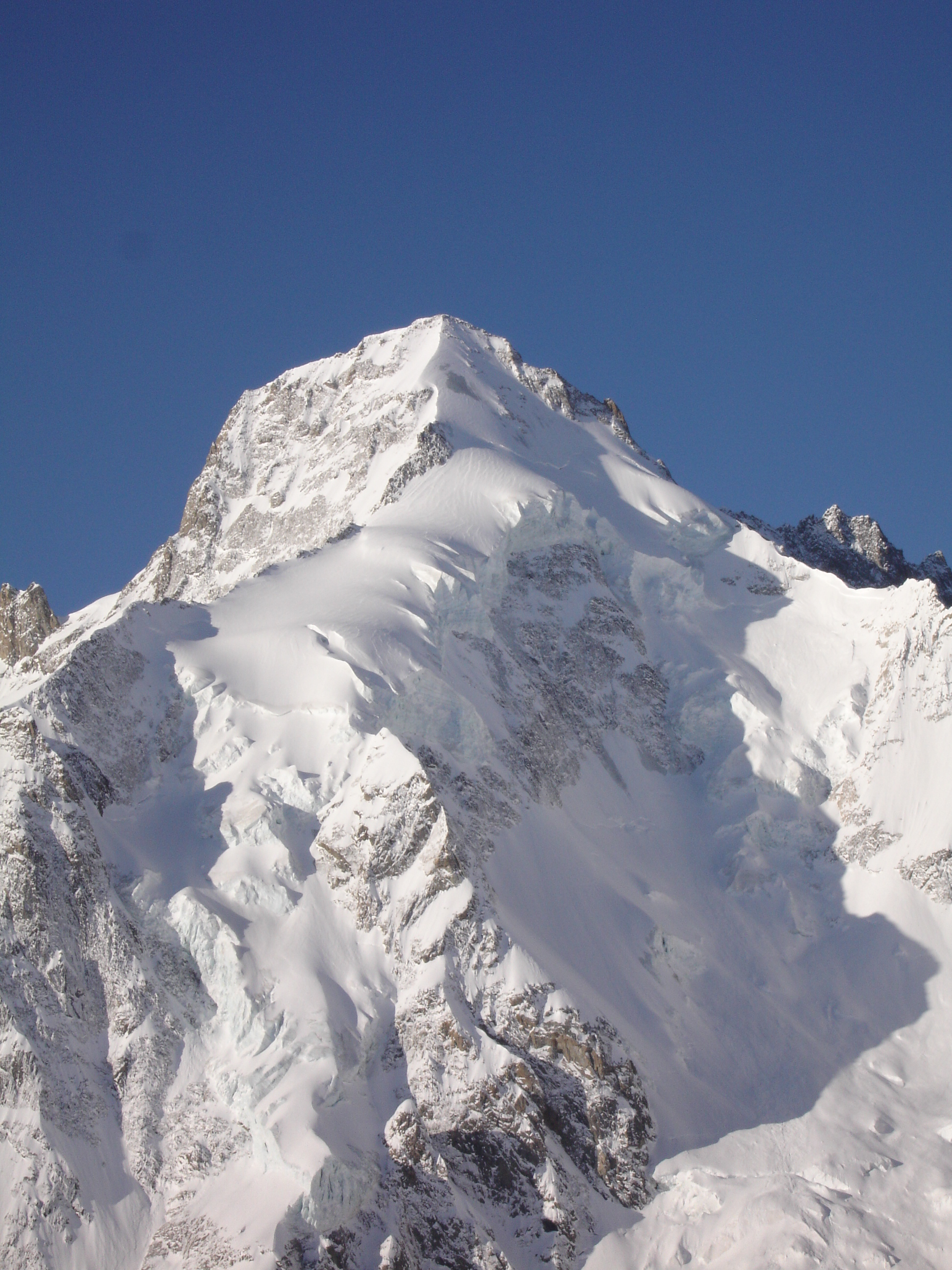
フランス・イタリア・スイスの三国国境があるモン・ドラン
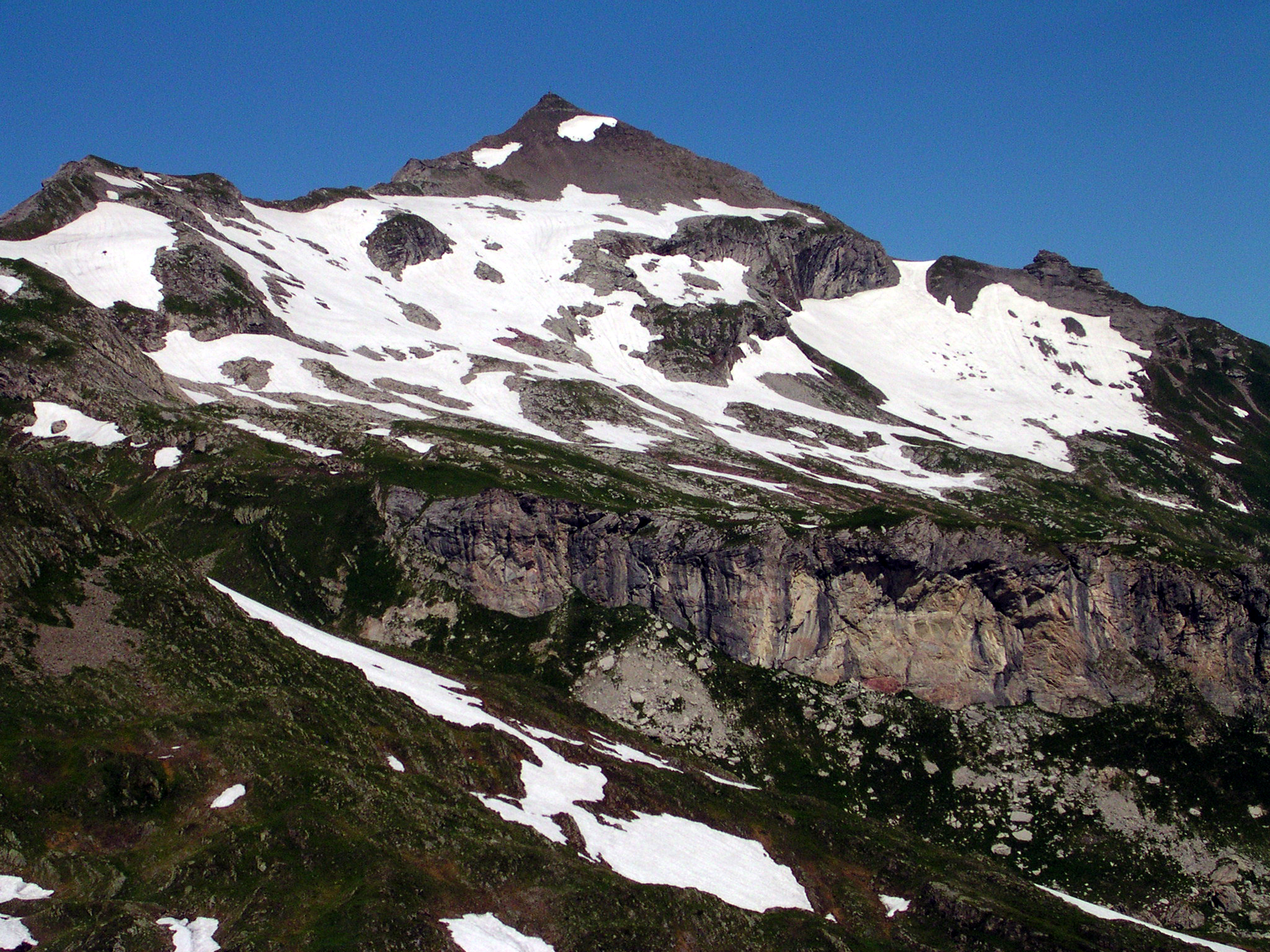
スイス・リヒテンシュタイン・オーストリアの南の三国国境があるナアフコップ（英語版）
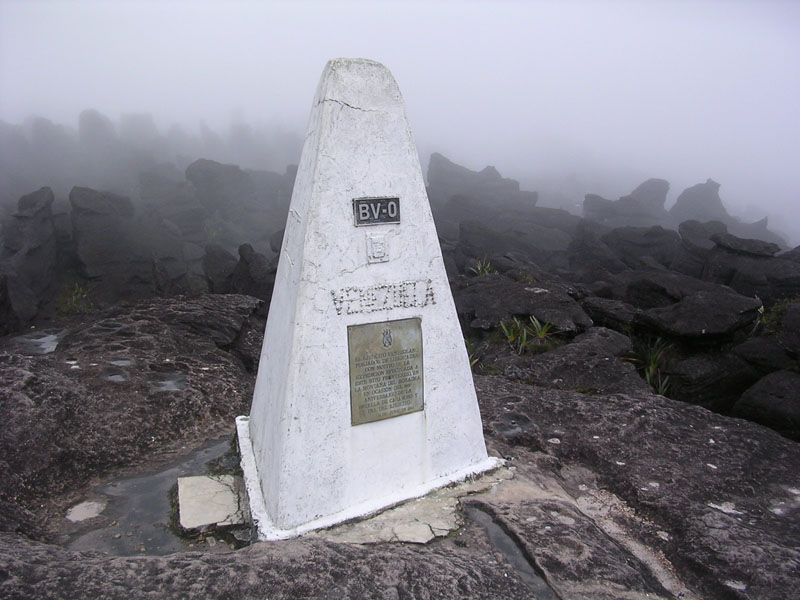
ロライマ山にあるベネズエラ（手前）・ブラジル・ガイアナの三国国境の標石
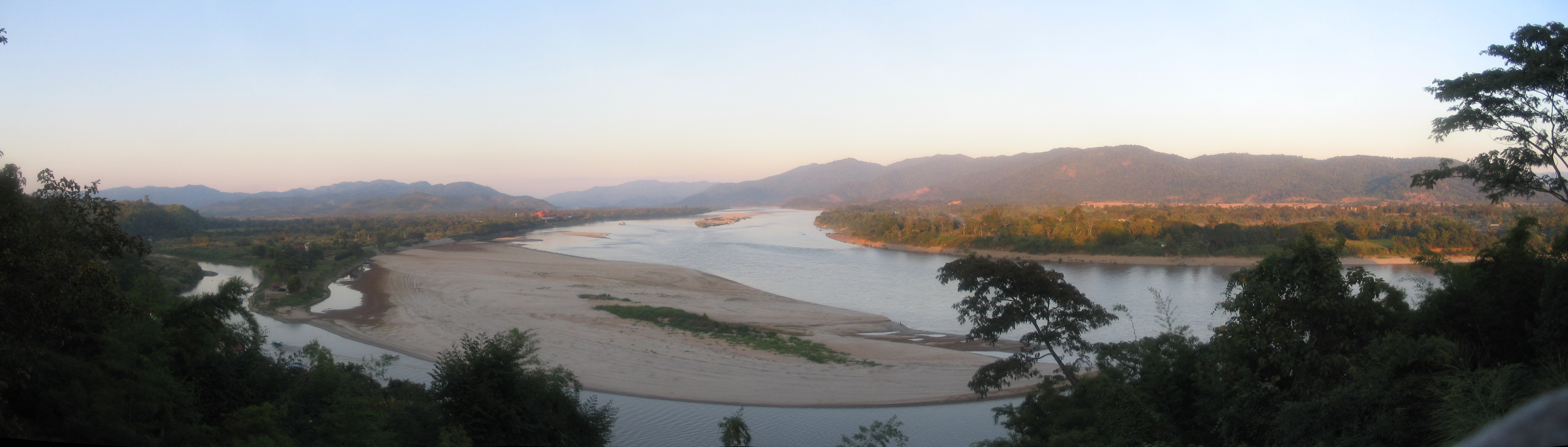
タイ・ミャンマー・ラオスの三国国境があるメコン川の砂州
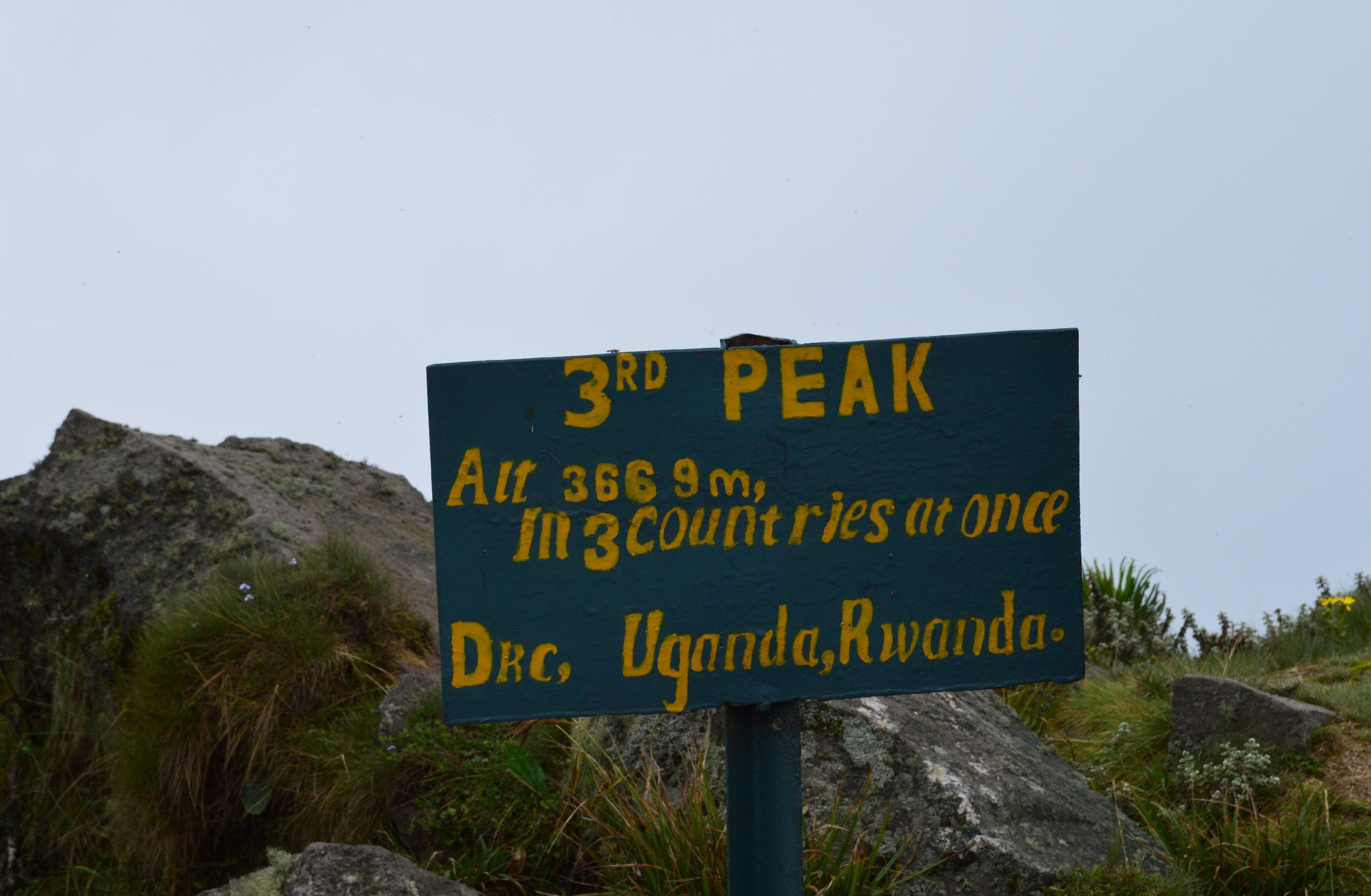
ウガンダ・ルワンダ・コンゴ民主共和国の三国国境があるサビニョ山第三峰
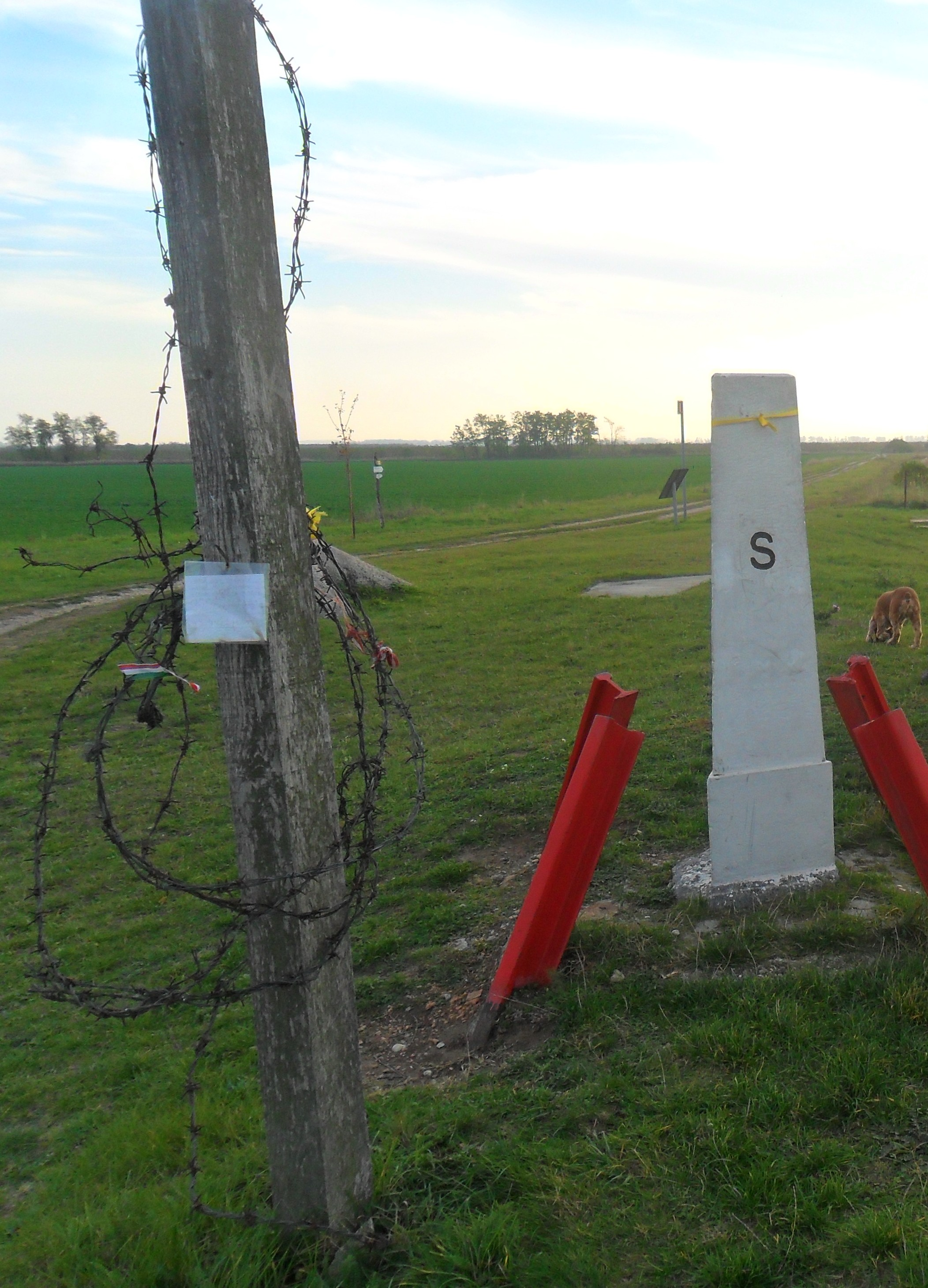
スロバキアの首都・ブラチスラヴァにあるスロバキア・オーストリア・ハンガリーの三国国境
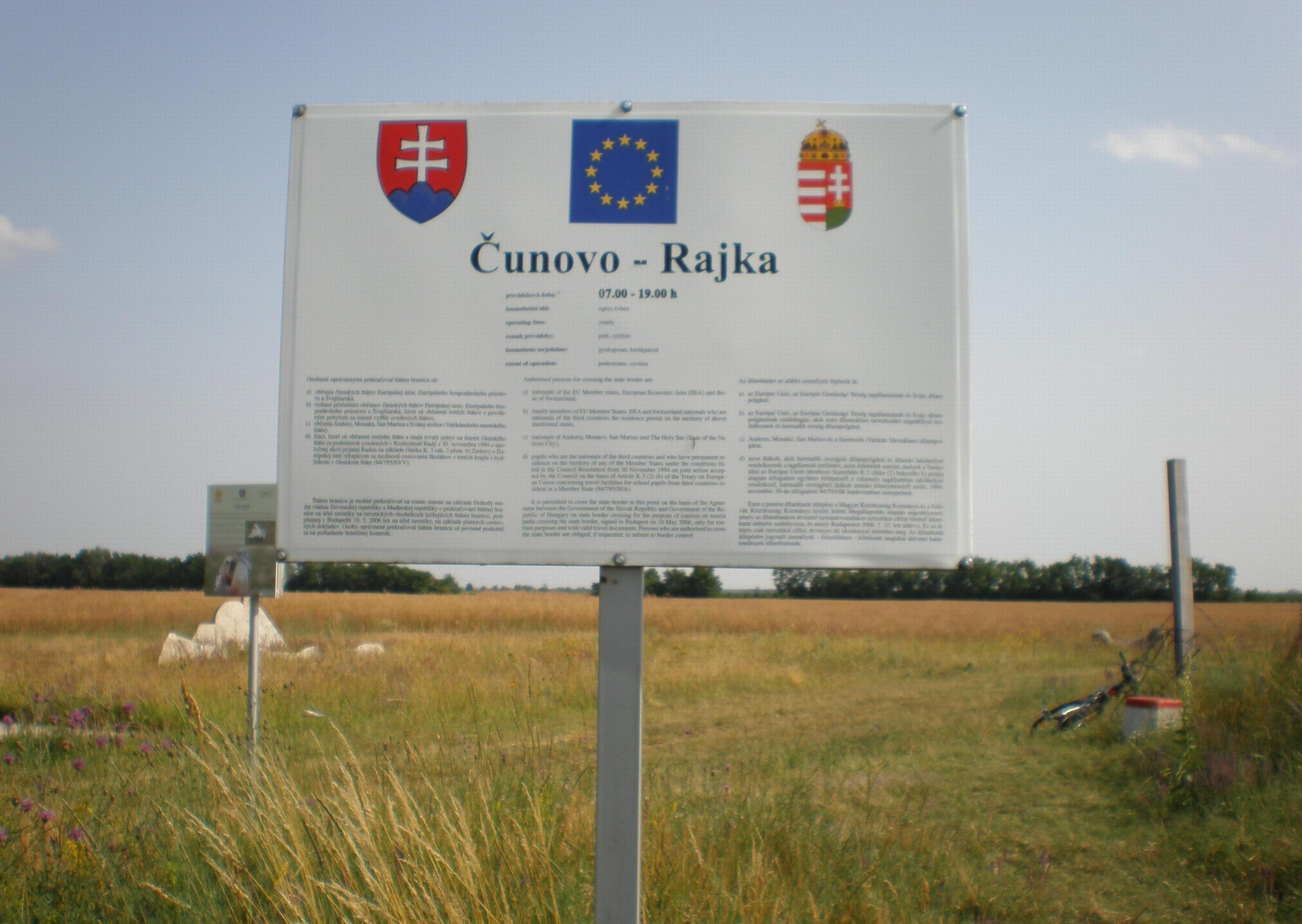
スロバキア・ハンガリー・オーストリアの三国国境の近くの標識。スロバキア側から撮影